# SCR 1826-6542
SCR 1826-6542 is een rode dwerg met een spectraalklasse van M.V. De ster bevindt zich 49,12 lichtjaar van de zon.